# Leptothorax barryi
Leptothorax barryi är en myrart som beskrevs av Henri Cagniant 1967. Leptothorax barryi ingår i släktet smalmyror, och familjen myror. Inga underarter finns listade i Catalogue of Life.